# 野田小子
野田小子（日语：ダノンザキッド），是日本純種競賽馬匹。生涯活躍於一哩至中距離賽事，曾勝出2020年希望錦標，亦於2022年香港盃跑獲一席亞軍。

## 出賽前
2018年1月29日出生於北海道安平町北部牧場，成長途中於拍賣會上被馬主公司Danox Co. Ltd.以1億800萬日圓購入。
其後交由栗東訓練中心練馬師安田隆行訓練。

## 競賽生涯

### 2歲
2020年6月28日出戰阪神競馬場2歲新馬戰，比賽途中保持於先頭第五的位置，進入直路後隨即加速並爆發全場最佳末腳，最終成功拉開第二名3馬位取得首勝。
放草過後出戰東京體育盃兩歲錦標，本次比賽選擇於第三的位置展開推進，進入直路後輕鬆進入狀態並逐步迫近前方的對手，最終於中段超越領放馬領銜之下繼續拉開距離，以1 1/4馬位優勢取得首個分級賽冠軍。
12月26日出戰希望錦標，賽前壓贏自由之境及堅之石取得第一人氣。比賽開始後，前方由自由之境獨自帶出，堅之石處於第二左右的位置，而野田小子則於約莫第四推進。進入直路後，其於所在位置突然發力衝出，最終爆發出末腳速度下瞬間和領先的堅之石平頭，其後繼續衝刺下成功超越對手並以1 1/4馬位優勢取得首個一級賽冠軍
年末，由於其以三連勝的姿態勇奪一級賽冠軍，因而於評選中取得262票壓贏贏得朝日盃未來錦標的攻必勝獲得最佳2歲雄馬頭銜。

### 3歲
2021年首戰爲彌生賞大震撼紀念，本次比賽順利出閘下依然選擇居中戰術，於比賽途中保持較慢的速度推進以等待時機。通過第四彎道時其逐步開始發力，進入直路後雖然進入全速狀態衝出，可惜仍然未能追上前方領放的領銜及速度大師，最終以第三吞下生涯首敗。
其後出戰皋月賞，雖然賽前獲得第一人氣，但於比賽途中突然大幅失速，最終以第十五大敗。
陣營原定打算於皋月賞後安排其出戰東京優駿（日本打吡），但賽前右橈骨出現剝離性骨折下無奈避戰。
休養完成後於秋季縮程以富士錦標作爲復出戰，雖然於比賽途中保持不俗的速度由中團靠後位置趕至，但未能對前方的前人足跡造成威脅下再被後方的里見巫師及逐天時超越，最終僅獲第四。
11月21日出戰一哩冠軍賽，本次比賽其繼續採用居中戰術於約莫第八的位置逐步推進，進入直路後以優秀的反應進行加速，最終僅敗於後方的放聲歡呼及一同衝出的速度大師，成功跑獲一席季軍。

### 4歲
2022年首戰爲中山紀念，於比賽初段出閘不順下未能調整而需要於較後位置推進，進入直路後雖然嘗試加速但未能成功，最終無法追上前方賽駒下以第七落敗。
其後以未出戰任何前哨戰的情況下直走安田紀念，本次比賽出閘順利之下逐步進佔有利位置展開推進，並於比賽途中一直順應騎師川田將雅的指示。進入直路後，其成功加速一小段距離並一度取得領先，然而於中段逐漸力弱之下被後方對手趕過，最終僅獲第六的戰績。
夏季未有放草之下出戰關屋紀念，比賽開始後其保持於第六的位置逐步推進，雖然進入直路後成功爆發出全場最快末腳，但仍然未能超越前方受惠於慢步速的領放馬紅瑪瑙及Shuri，最終以被兩駒壓制之下以第三完賽。
入秋後其選擇每日王冠作爲起動戰，由於本次比賽主戰騎師川田選擇策騎麗冠花環，因而其由戶崎圭太代打。然而於入閘後其突然暴走並撞開閘門衝出，雖然賽會判斷過後狀況並未勒令其退賽，但將其罰至最外檔起步。比賽開始後，其成功將此前的情緒冷靜並順利出閘，比賽途中一直保持於有利位置下於直路衝出並一度取得領先，最終僅被後方的戰舞者及俊彥茶座超越，以第三的不俗戰績完賽。
而由於受到上述事件的影響，日本中央競馬會向陣營表示野田小子需要接受出閘測試，並於10月10日至30日期間不能出戰任何賽事。
通過測試並結束停賽期過後出戰一哩冠軍賽，並由新馬戰時夥拍過的北村友一執繮。比賽開始後，其於中團位置展開推進，並於比賽途中一直保持穩定的節奏追走。進入直路後，其嘗試於中檔位置加速衝出，但被馬群阻擋之下暫時未能找到進路。直路中段，由於此時其外側的純淨之輝開始發力，使純淨之輝及其內側的好森林之間出現空隙，因而此時騎師北村把握機會指揮其加速突破，最終跑出速度下僅敗於大外檔的秀逸小島獲得第二。
其後遠征香港出戰香港盃，亦爲其自上年度皋月賞後再次挑戰2000米的賽事。比賽開始後，其於中團位置逐步推進，雖然於比賽初段稍爲急躁未能遵照騎師北村的指示保持節奏，但比賽過半後逐漸冷靜。進入直路後，其於中檔位置順利殺出並開始加速，可惜仍然未能追上一早經已彈離馬群的主隊馬浪漫勇士，最終被拉開4 1/2馬位以第二落敗。

### 5歲
2023年年初陣營宣佈目標將爲遠征阿聯酋出戰杜拜草地大賽，並於2月安排其出戰中山紀念作爲熱身。然而賽前其再度於閘機內暴走，最終狀態大受影響下以第十一大敗。
而賽後其被日本中央競馬會認爲未能於閘內保持冷靜，因而需要做到接受出閘測試，同時亦被判罰於2月27日至3月28日停賽，因而無法出戰杜拜草地大賽。
停賽結束後於4月出戰大阪盃，本次比賽重拾先行戰術下於第四左右的位置推進，然而進入直路後未能最大程度加速，最終無法阻止金積驥一放到底之餘其被後方衝出的星映天下超越以第三完賽。
4月下旬再度遠征香港出戰女皇盃，並由華將何澤堯策騎。比賽開始後，其保持於約莫第四、五的外檔位置，並於通過彎道準備進入直路時進一步抽出外檔發力。進入直路後，其成功進入望空狀態並開始加速，然而表現平平之下未能壓制其他對手，最終以第五完賽。
回國後被發現出戰喘鳴症進入休養，狀態恢復後以寶塚紀念作爲目標，但於比賽途中明顯未能發揮表現，最終不斷墮後之下以第十三大敗。
放草過後於秋季復出出戰一哩冠軍賽，比賽開始後無視前方賽駒的快放保持於內欄後方位置等待時機，並於比賽途中一直以此節奏行進。進入直路後，其稍爲抽出於中檔位置進行加速，最終勢頭不俗下於馬群中央突破並跑獲一席入板的第五。
12月第三度遠征香港，但本次目標改爲香港一哩錦標。比賽開始後，其緊跟領放馬處於前方外檔位置保持節奏推進，並於比賽途中處於約莫三疊。進入直路後，其於望空的情況下嘗試由中檔位置繼續加速，然而最終於失速之下不斷被其他賽駒超越，以尾三第十二的戰績完賽。
回國後，陣營考慮近來的表現，決定安排其進行退役，並於12月22日正式取消日本中央競馬會的賽駒註冊。

### 詳細賽績
| 日期       | 舉辦國家/地區 | 馬場 | 距離   | 級別 | 賽事名稱           | 負重 | 騎師     | 馬號 | 出馬 | 名次 | 時間    | 頭馬（二馬） |
| ---------- | ------------- | ---- | ------ | ---- | ------------------ | ---- | -------- | ---- | ---- | ---- | ------- | ------------ |
| 28/6/2020  | 日本          | 阪神 | 草1800 |      | 2歲新馬            | 54   | 北村友一 | 12   | 14   | 1    | 1:48.3  | （錦城妙事） |
| 13/11/2020 | 日本          | 東京 | 草1800 | GIII | 東京體育盃兩歲錦標 | 55   | 川田將雅 | 3    | 10   | 1    | 1:47.5  | （領銜）     |
| 26/12/2020 | 日本          | 中山 | 草2000 | GI   | 希望錦標           | 55   | 川田將雅 | 10   | 15   | 1    | 2:02.8  | （堅之石）   |
| 7/3/2021   | 日本          | 中山 | 草2000 | GII  | 彌生賞大震撼紀念   | 56   | 川田將雅 | 2    | 10   | 3    | 2:02.3  | 領銜         |
| 18/4/2021  | 日本          | 中山 | 草2000 | GI   | 皋月賞             | 57   | 川田將雅 | 8    | 16   | 15   | 2:03.1  | 樂透心       |
| 23/10/2021 | 日本          | 東京 | 草1600 | GII  | 富士錦標           | 54   | 川田將雅 | 16   | 17   | 4    | 1:33.7  | 前人足跡     |
| 21/11/2021 | 日本          | 阪神 | 草1600 | GI   | 一哩冠軍賽         | 56   | 川田將雅 | 13   | 16   | 3    | 1:32.8  | 放聲歡呼     |
| 27/2/2022  | 日本          | 中山 | 草1800 | GII  | 中山紀念           | 55   | 川田將雅 | 15   | 16   | 7    | 1:47.8  | 本初之海     |
| 5/6/2022   | 日本          | 東京 | 草1600 | GI   | 安田紀念           | 58   | 川田將雅 | 4    | 18   | 6    | 1:32.5  | 前人足跡     |
| 14/8/2022  | 日本          | 新潟 | 草1600 | GIII | 關屋紀念           | 57   | 川田將雅 | 8    | 14   | 3    | 1:33.4  | 紅瑪瑙       |
| 9/10/2022  | 日本          | 東京 | 草1800 | GII  | 每日王冠           | 56   | 戶崎圭太 | 4    | 10   | 3    | 1:44.3  | 戰舞者       |
| 20/11/2022 | 日本          | 阪神 | 草1600 | GI   | 一哩冠軍賽         | 57   | 北村友一 | 3    | 17   | 2    | 1:32.7  | 秀逸小島     |
| 11/12/2022 | 香港          | 沙田 | 草2000 | GI   | 香港盃             | 57   | 北村友一 | 6    | 12   | 2    | 2:00.44 | 浪漫勇士     |
| 26/2/2023  | 日本          | 中山 | 草1800 | GII  | 中山紀念           | 57   | 北村友一 | 1    | 14   | 11   | 1:48.2  | 滂薄無比     |
| 2/4/2023   | 日本          | 阪神 | 草2000 | GI   | 大阪盃             | 58   | 横山和生 | 13   | 16   | 3    | 1:57.4  | 金積驥       |
| 30/4/2023  | 香港          | 沙田 | 草2000 | GI   | 女皇盃             | 57   | 何澤堯   | 3    | 7    | 5    | 2:02.71 | 浪漫勇士     |
| 25/6/2023  | 日本          | 阪神 | 草2200 | GI   | 寶塚紀念           | 58   | 北村友一 | 3    | 17   | 13   | 2:12.6  | 春秋分       |
| 19/11/2023 | 日本          | 京都 | 草1600 | GI   | 一哩冠軍賽         | 58   | 北村友一 | 6    | 16   | 5    | 1:32.8  | 匯兩川       |
| 10/12/2023 | 香港          | 沙田 | 草1600 | GI   | 香港一哩錦標       | 57   | 北村友一 | 12   | 14   | 13   | 1:35.52 | 金鎗六十     |

## 退役後
退役後，野田小子成爲了配種馬，於北海道新冠町大紅牧場休養，在2024年進行配種，首批子嗣將於2025年出生。首批子嗣可於2027年出賽。

## 血統簡介
父系一路通爲日本賽駒，生涯戰績優秀，曾勝出秋季天皇賞、杜拜免稅店盃及安田紀念，更於2014年在朗琴世界馬匹年終排名中以130分成爲最高國際評分的賽駒。祖父真心呼喚亦爲日本賽駒，生涯戰績優秀，曾於2005年有馬紀念擊敗無敗三冠馬大震撼奪得冠軍，亦於其後贏得杜拜司馬經典賽。
母系Epic Love爲愛爾蘭生產的法國賽駒，生涯戰績不俗，曾勝出三級賽旺圖錦標，亦於一級賽聖安利爾大賽中跑獲亞軍。外祖父單色里爲英國生產的法國賽駒，生涯戰績不俗，曾勝出二級賽山谷百合錦標，亦於一級賽法國二千堅尼、森林大賽及薩塞克斯錦標跑獲亞軍。

### 血統表
| 父線：週日寧靜系（Halo系）        |                             |             |               |
| 種馬 一路通 2009年（棗色）        | 真心呼喚 2001年（棗色）     | 週日寧靜    | Halo          |
| 種馬 一路通 2009年（棗色）        | 真心呼喚 2001年（棗色）     | 週日寧靜    | Wishing Well  |
| 種馬 一路通 2009年（棗色）        | 真心呼喚 2001年（棗色）     | Irish Dance | 東來兵        |
| 種馬 一路通 2009年（棗色）        | 真心呼喚 2001年（棗色）     | Irish Dance | Buper Dance   |
| 種馬 一路通 2009年（棗色）        | Sibyl 1999年（棗色）        | 再度狂野    | Icecapade     |
| 種馬 一路通 2009年（棗色）        | Sibyl 1999年（棗色）        | 再度狂野    | Bushel-n-Peck |
| 種馬 一路通 2009年（棗色）        | Sibyl 1999年（棗色）        | Charon      | Mo Exception  |
| 種馬 一路通 2009年（棗色）        | Sibyl 1999年（棗色）        | Charon      | Double Wiggle |
| 繁殖雌馬 Epic Love 2008年（棗色） | 單色里 1996年（深棗色）     | 丹山        | 單色          |
| 繁殖雌馬 Epic Love 2008年（棗色） | 單色里 1996年（深棗色）     | 丹山        | Razyana       |
| 繁殖雌馬 Epic Love 2008年（棗色） | 單色里 1996年（深棗色）     | Hasili      | Kahyasi       |
| 繁殖雌馬 Epic Love 2008年（棗色） | 單色里 1996年（深棗色）     | Hasili      | Kerali        |
| 繁殖雌馬 Epic Love 2008年（棗色） | Leopard Hunt 2001年（栗色） | Diesis      | Sharpen Up    |
| 繁殖雌馬 Epic Love 2008年（棗色） | Leopard Hunt 2001年（栗色） | Diesis      | Doubly Sure   |
| 繁殖雌馬 Epic Love 2008年（棗色） | Leopard Hunt 2001年（栗色） | Alcando     | Alzao         |
| 繁殖雌馬 Epic Love 2008年（棗色） | Leopard Hunt 2001年（栗色） | Alcando     | Kaniz         |
| 雌系：號族：15-a                  |                             |             |               |
| 五代內近親交配：利法爾 5×5        |                             |             |               |

## 命名由來
名字中，Danon（ダノン）是馬主Danox Co. Ltd.冠名，源自公司名字，而此公司名字就是公司代表野田順弘之姓氏「野田」（ノダ）倒轉後的變體，the Kid（ザキッド）即是「小子」的意思。

## 外部連結
- 野田小子 netkeiba.com （页面存档备份，存于）
- 血統表 （页面存档备份，存于）